# Vaughn College of Aeronautics & Technology

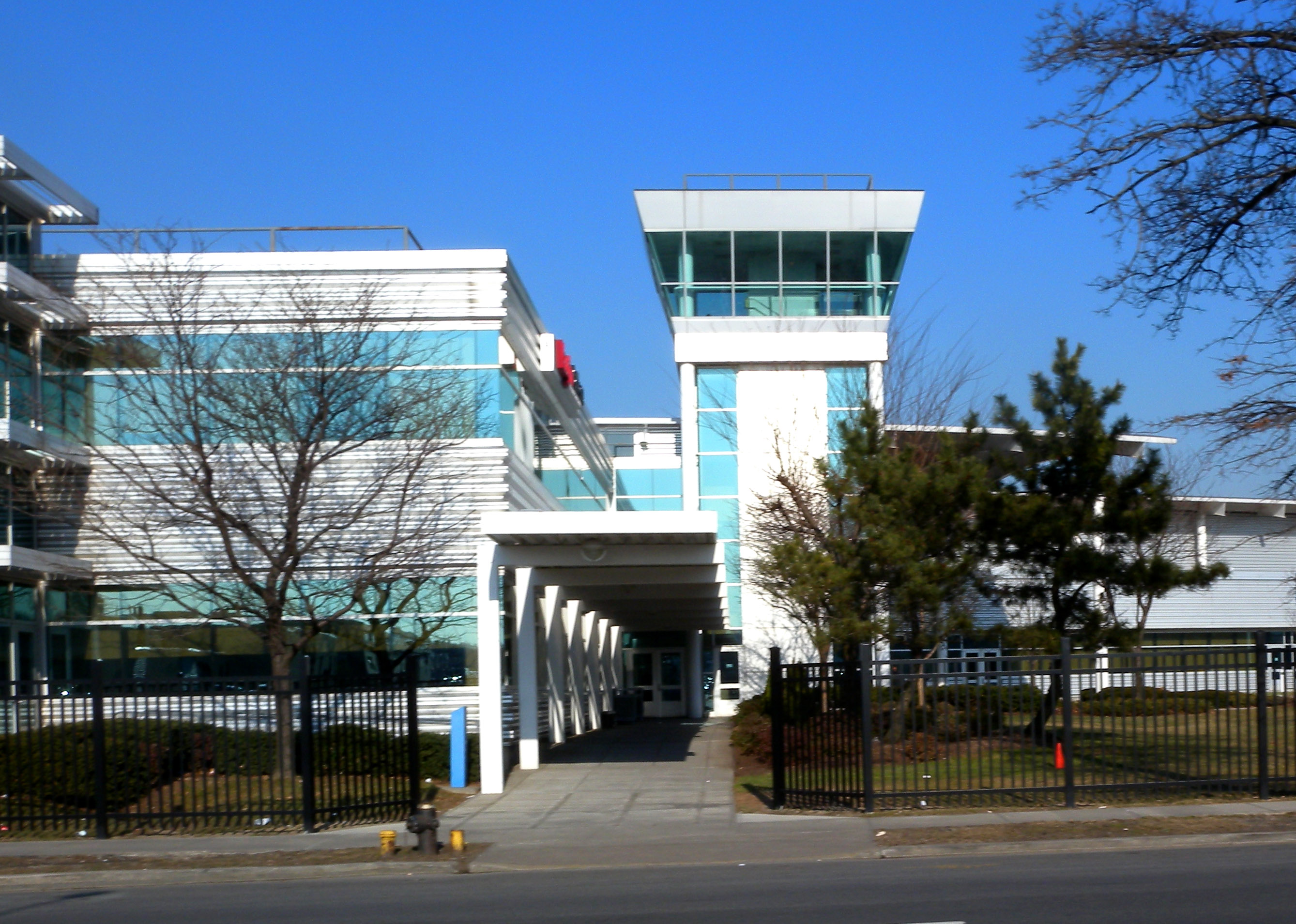
Vue du colège.

Le Vaughn College of Aeronautics and Technology (College Vaughn d'aéronautique et de technologie) autrefois connu sous les noms de College of Aeronautics et de Casey Jones School of Aeronautics est un établissement d'enseignement supérieur très spécialisé situé à proximité de l'aéroport international de LaGuardia dans le quartier de Flushing, dans le Queens. Il fut créé en 1932 à Newark avant de déménager à New York en 1940. Comme son nom tend à l'indiquer, il délivre des diplômes en ingénierie, technologie, aviation et gestion.